# Quercus fontqueri
Quercus fontqueri är en bokväxtart som beskrevs av Otto Karl Anton Schwarz. Quercus fontqueri ingår i släktet ekar, och familjen bokväxter.
Artens utbredningsområde är Spanien. Inga underarter finns listade.